# Alexander Vencel (football, 1944)
Alexander Vencel, né le 8 février 1944 à Ilva Mare, est footballeur international tchécoslovaque, qui évoluait au poste de gardien de but. Il remporte l'Euro 1976 avec la Tchécoslovaquie. Son fils, Alexander Vencel Jr, est lui aussi gardien de but.

## Biographie
Vencel commence le foot à l'âge de 14 ans et intègre l'équipe des jeunes du ŠK Slovan Bratislava à l'âge de 16 ans. En 1963, il ne réussit pas à se faire une place dans son club formateur et décide de partir pour le Dukla Komárno, club évoluant dans des divisions inférieures.
Vencel revient au Slovan en 1965 et c'est le début d'une belle aventure qui durera douze ans. Il débute en parallèle en équipe nationale, recevant sa toute première sélection le 19 septembre 1965, contre la Roumanie, à l'occasion des éliminatoires du mondial 1966, où  la Tchécoslovaquie s'impose 3-1. 
Sa première saison au Slovan se termine par 7e place, très bas dans les objectifs du club. Le club revient en force en 1966-1967 et prend une seconde place méritée, de même qu'en 1967-1968 (où le club remportera quand même la Coupe de Tchécoslovaquie) et 1968-1969. En 1969, le club brille sur la scène européenne en remportant la Coupe d'Europe des vainqueurs de coupe, en battant le FC Barcelone en finale.
Après trois années à terminer deuxième, le club devient champion de Tchécoslovaquie à la fin de la saison 1969-1970. Ce titre permet à Vencel de participer à la Coupe du monde 1970 au Mexique où il ne jouera qu'un seul match contre la Roumanie, perdu 2-1 ; la Tchécoslovaquie perd ses trois matchs et se voit éliminée. 
La saison 1970-1971 voit un vide avec une 6e place en championnat. La saison 1971-1972 est la saison « maudite », le Slovan prend une seconde place au championnat à deux points du premier et perd la finale de la Coupe nationale. Après être passé tout près d'un doublé, le club de Vencel trébuche de nouveau en 1972-1973 en terminant 8e.
Le club remporte un second titre de champion en 1973-1974 et réalise le doublé en remportant cette même année la Coupe; le Slovan conservera son titre en 1974-1975 en remportant le championnat mais se classe second en 1975-1976.
Vencel est sélectionné pour participer à l'Euro 1976. Même s'il n'y dispute aucun match et reste sur le banc, il remporte tout de même le championnat d'Europe. Après ce titre, son club finit 8e. Vencel choisit ce moment pour partir.
Vencel s'en ira au FC Nitra avant de terminer sa carrière dans le petit club du SK Slovan Wien.

## Palmarès
- Champion d'Europe en 1976 avec l'équipe de Tchécoslovaquie
- Vainqueur de la Coupe d'Europe des vainqueurs de coupe en 1969 avec le Slovan Bratislava
- Champion de Tchécoslovaquie en 1970, 1974 et 1975 avec le Slovan Bratislava
- Vice-champion de Tchécoslovaquie en 1967, 1968, 1969, 1972 et 1976 avec le Slovan Bratislava
- Vainqueur de la Coupe de Tchécoslovaquie en 1968 et 1974 avec le Slovan Bratislava
- Vainqueur de la Coupe de Tchécoslovaquie en 1970, 1972 et 1976 avec le Slovan Bratislava